# 16760 Masanori
A 16760 Masanori (ideiglenes jelöléssel 1996 TY7) a Naprendszer kisbolygóövében található aszteroida. Abe Hirosi fedezte fel 1996. október 11-én.
A bolygót Szató Maszanoriról (1952–), a Macuei Csillagászati Klub egyik tagjáról nevezték el.

## Kapcsolódó szócikk
- Kisbolygók listája (16501–17000)